# HDBaseT
HDBaseT er en forbrugerelektronik (CE) forbindelsesteknologi for langdistance transmission af ukomprimeret high-definition video, audio, 100BaseT-ethernet, højeffekt (op til 100 watt og 10,2 Gbps) over kabel og forskellige kontrolsignaler, via en op til 100 meter Cat5e/Cat6 TP-kabel med 8P8C (forkert benævnt RJ-45) forbindelser som i forvejen anvendes til telefoni og ethernet LAN-forbindelser.

HDBaseT tilbyder et alternativt digitalt hjemmenetværk til standarder såsom HDMI, radiofrekvens(RF), koaksialkabel, composite video, S-video, SCART, component video, D-Terminal eller VGA, hvilket er egenskaber som hidtil har været utilgængelige i CE industrien. HDBaseT forbinder og giver netværk til CE-enheder såsom tv-modtagerbokse, DVD-afspillere, Blu-ray-afspillere, personlig computer (PC'er), videospillekonsoler og AV-modtagere til kompatible digital lyd-enheder, monitorer og digital-tv.

 
HDBaseT understøtter alle TV og PC-videoformater, inklusiv standard, enhanced, high-definition og 3D-video.  
HDBaseT-alliancen udgjordes den 14. juni 2010 af Samsung Electronics, Sony Pictures Entertainment, LG Electronics og Valens Semiconductor, og blev oprindelig udviklet af Valens.
 
HDBaseT 1.0-specifikationen blev gjort færdig i juni 2010.
 
Produkter med indlejret HDBaseT-teknologi forventes at dukke op sen 2010 og tidlig 2011. Eksternt tilbehør er allerede tilgængeligt på markedet.